# Kanton Guiscard
Der Kanton Guiscard war bis 2015 ein französischer Kanton im Arrondissement Compiègne, im Département Oise und in der Region Picardie; sein Hauptort war Guiscard. Vertreter im Generalrat des Départements war zuletzt von 2011 bis 2015 Thibaut Delavenne.
Der Kanton Guiscard war 124,89 km² groß und hatte 7.266 Einwohner, was einer Bevölkerungsdichte von rund 58 Einwohnern pro km² entsprach (Stand: 2006). Er lag zwischen 42 Metern in Sermaize und 181 Metern in Beaugies-sous-Bois über Normalnull.

## Gemeinden
Der Kanton bestand aus 20 Gemeinden.
| Gemeinde               | Einwohner Jahr | Fläche km² | Bevölkerungsdichte | Code INSEE | Postleitzahl |
| ---------------------- | -------------- | ---------- | ------------------ | ---------- | ------------ |
| Beaugies-sous-Bois     | 98 (2013)      | –          | – Einw./km²        | 60052      | 60640        |
| Berlancourt            | 335 (2013)     | –          | – Einw./km²        | 60062      | 60640        |
| Bussy                  | 313 (2013)     | –          | – Einw./km²        | 60117      | 60400        |
| Campagne               | 165 (2013)     | –          | – Einw./km²        | 60121      | 60640        |
| Catigny                | 197 (2013)     | –          | – Einw./km²        | 60132      | 60640        |
| Crisolles              | 1.035 (2013)   | –          | – Einw./km²        | 60181      | 60400        |
| Flavy-le-Meldeux       | 224 (2013)     | –          | – Einw./km²        | 60236      | 60640        |
| Fréniches              | 357 (2013)     | –          | – Einw./km²        | 60255      | 60640        |
| Frétoy-le-Château      | 267 (2013)     | –          | – Einw./km²        | 60263      | 60640        |
| Golancourt             | 371 (2013)     | –          | – Einw./km²        | 60278      | 60640        |
| Guiscard               | 1.798 (2013)   | –          | – Einw./km²        | 60291      | 60640        |
| Libermont              | 210 (2013)     | –          | – Einw./km²        | 60362      | 60640        |
| Maucourt               | 254 (2013)     | –          | – Einw./km²        | 60389      | 60640        |
| Muirancourt            | 558 (2013)     | –          | – Einw./km²        | 60443      | 60640        |
| Ognolles               | 316 (2013)     | –          | – Einw./km²        | 60474      | 60310        |
| Le Plessis-Patte-d’Oie | 126 (2013)     | –          | – Einw./km²        | 60502      | 60640        |
| Quesmy                 | 178 (2013)     | –          | – Einw./km²        | 60519      | 60640        |
| Sermaize               | 241 (2013)     | –          | – Einw./km²        | 60617      | 60400        |
| Solente                | 131 (2013)     | –          | – Einw./km²        | 60621      | 60310        |
| Villeselve             | 373 (2013)     | –          | – Einw./km²        | 60693      | 60640        |